# Szyb kablowy
Szyb kablowy – wydzielony obudowany pionowy przepust łączący więcej niż dwie kondygnacje budynku, przeznaczony do ułożenia w nim kabli.
Szyby kablowe powinny być wykonane z materiałów niepalnych. Powinny być dzielone na strefy pożarowe grodziami przeciwpożarowymi o wytrzymałości ogniowej 90 min.. Przewody i kable najczęściej mocowane są w szybach kablowych na drabinkach lub korytach kablowych.